# La Puríssima de Casa l'Apotecari
La Puríssima de Casa l'Apotecari és una capella particular de la vila de Ribera de Cardós, en el terme municipal de Vall de Cardós, a la comarca del Pallars Sobirà, dins de l'antic terme de Ribera de Cardós.
La capella, conservada, és dins del nucli de població, a Casa l'Apotecari. És una petita capella que forma part del mateix edifici principal de la casa.